# Ilex pseudovaccinium
Ilex pseudovaccinium là một loài thực vật có hoa trong họ Aquifoliaceae. Loài này được Reissek ex Maxim. mô tả khoa học đầu tiên năm 1881.